# Hideki Ōwada
大和田 秀樹
Œuvres principales
Première œuvre : Tanoshī Kōshien
Autres ouvrages :
- Keishicho 24, les flics de la mort
- Panzer Princess
- Heaven Eleven
- Crazy Beach

Hideki Ōwada (大和田 秀樹, Ōwada Hideki), né le 19 septembre 1969, est un mangaka japonais.